# Cyclisme aux Jeux bolivariens de 2022
Navigation
Édition précédente Édition suivante
Le cyclisme aux Jeux bolivariens de 2022 est représenté par quatre disciplines : BMX, cyclisme sur route, cyclisme sur piste et VTT. Les 20 épreuves (4 sur route, 2 en BMX, 2 en VTT et 12 sur piste) ont lieu à Valledupar en Colombie, du 24 juin au 5 juillet 2022. Les compétitions sur piste se déroulent sur le vélodrome Alcides Nieto Patiño de Cali. Les compétitions voient la domination de la délégation du pays hôte, notamment sur la piste où aucune médaille d'or n'échappe à la Colombie.

## Médaillés

### Cyclisme sur route
| Épreuve          | Or              | Argent            | Bronze            |
| ---------------- | --------------- | ----------------- | ----------------- |
| Hommes           |                 |                   |                   |
| Course en ligne  | Aldemar Reyes   | Rodrigo Contreras | Jefferson Cepeda  |
| Contre-la-montre | Walter Vargas   | Rodrigo Contreras | Christofer Jurado |
| Femmes           |                 |                   |                   |
| Course en ligne  | Aranza Villalón | Miryam Núñez      | Cristina Sanabria |
| Contre-la-montre | Miryam Núñez    | Serika Gulumá     | Lilibeth Chacón   |

### Cyclisme sur piste
| Épreuve               | Or                                                                        | Argent                                                                     | Bronze                                                                        |
| --------------------- | ------------------------------------------------------------------------- | -------------------------------------------------------------------------- | ----------------------------------------------------------------------------- |
| Hommes                |                                                                           |                                                                            |                                                                               |
| Keirin                | Kevin Quintero                                                            | Santiago Ramírez                                                           | Vicente Ramírez                                                               |
| Vitesse               | Kevin Quintero                                                            | Santiago Ramírez                                                           | Adamil Agüero                                                                 |
| Vitesse par équipes   | Colombie Juan David Ochoa Kevin Quintero Santiago Ramírez                 | Venezuela Adamil Agüero Hersony Canelón Yorber Terán                       | Équateur Allan Lozano Cristian Gutierrez Francisco Bone                       |
| Poursuite par équipes | Colombie Juan Esteban Arango Juan Pablo Zapata Jordan Parra Julián Osorio | Chili Cristian Arriagada Jacob Decar Antonio Cabrera Matías Arriagada      | Venezuela Ángel Pulgar Leangel Linarez Jhonny Araujo Orluis Aular             |
| Omnium                | Juan Esteban Arango                                                       | Felipe Peñaloza                                                            | Cristian Arriagada                                                            |
| Américaine            | Colombie Juan Esteban Arango Jordan Parra                                 | Venezuela Ángel Pulgar Máximo Rojas                                        | Chili Felipe Peñaloza Antonio Cabrera                                         |
| Femmes                |                                                                           |                                                                            |                                                                               |
| Keirin                | Martha Bayona                                                             | Juliana Gaviria                                                            | Renata Urrutia                                                                |
| Vitesse               | Martha Bayona                                                             | Marianis Salazar                                                           | Daniela Colilef                                                               |
| Vitesse par équipes   | Colombie Juliana Gaviria Marianis Salazar Martha Bayona                   | Chili Paula Molina Renata Urrutia Daniela Colilef                          | Venezuela Jaly Marelianna Rodriguez Elianta Soteran Caicedo Carleany Martínez |
| Poursuite par équipes | Colombie Jennifer Sánchez Lina Rojas Mariana Herrera Camila Valbuena      | Venezuela Angie González Angy Luna Veronica Abreu Alvarado Wilmarys Moreno | Chili Paola Muñoz Daniela Guajardo Paula Villalón Scarlet Cortés              |
| Omnium                | Mariana Herrera                                                           | Lina Rojas                                                                 | Dayana Aguilar                                                                |
| Américaine            | Colombie Mariana Herrera Jennifer Sánchez                                 | Venezuela Veronica Abreu Alvarado Angie González                           | Chili Scarlet Cortés Paola Muñoz                                              |

### VTT
| Épreuve       | Or                   | Argent        | Bronze          |
| ------------- | -------------------- | ------------- | --------------- |
| Hommes        |                      |               |                 |
| Cross-country | Sebastian Miranda    | Nelson Peña   | Fabio Castañeda |
| Femmes        |                      |               |                 |
| Cross-country | María José Salamanca | Ingrid Porras | Michela Molina  |

### BMX
| Épreuve              | Or             | Argent          | Bronze        |
| -------------------- | -------------- | --------------- | ------------- |
| Hommes               |                |                 |               |
| Contre-la-montre BMX | Diego Arboleda | Jholman Sivira  | Hernán Godoy  |
| Femmes               |                |                 |               |
| Contre-la-montre BMX | Mariana Pajón  | Doménica Azuero | Domenica Mora |

## Tableau des médailles
Légende
- Le pays organisateur est en bleu lavande

| Rang  | Nation    | Or | Argent | Bronze | Total |
| ----- | --------- | -- | ------ | ------ | ----- |
| 1     | Colombie  | 17 | 9      | 2      | 28    |
| 2     | Chili     | 2  | 3      | 8      | 13    |
| 3     | Équateur  | 1  | 2      | 5      | 8     |
| 4     | Venezuela | 0  | 6      | 4      | 10    |
| 5     | Panama    | 0  | 0      | 1      | 1     |
| Total | Total     | 20 | 20     | 20     | 60    |